# Bernd Meier (Technikdidaktiker)

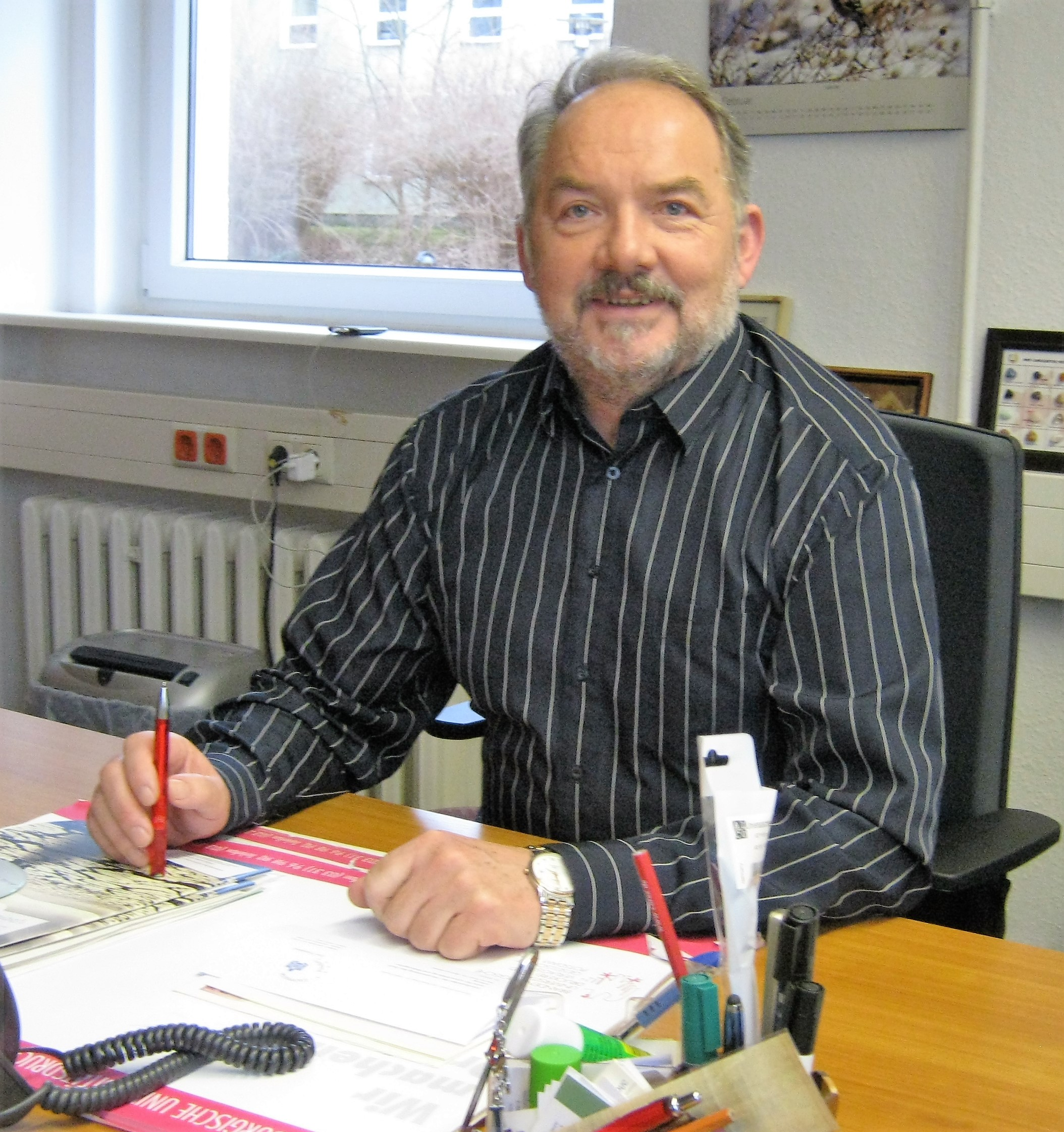
Bernd Meier

Bernd Meier (* 28. Dezember 1951 in Elbingerode (Harz)) ist ein deutscher Technik-Didaktiker sowie Professor für Technologie und berufliche Orientierung.

## Leben
Bernd Meier wurde als Sohn des Bindemittel-Facharbeiters Egon Meier und der Verkäuferin Lisa Meier in Elbingerode im Harz geboren. Im benachbarten Rübeland besuchte er die Polytechnische Oberschule (POS) und in Blankenburg/Harz die Erweiterte Oberschule (EOS). Gleichzeitig mit dem Besuch der EOS nahm er eine Ausbildung als Betriebsschlosser auf. 1970 erlangte er das Abitur und legte gleichzeitig die Facharbeiterprüfung ab. 
Von 1970 bis 1974 absolvierte er ein Studium an der Pädagogischen Hochschule Potsdam mit dem Abschluss als Diplomlehrer für Polytechnik mit einer Diplomarbeit zur Lehrerbildungsforschung. Für seine hervorragenden Studienleistungen hatte er während des Studiums ein Wilhelm-Pieck-Stipendium erhalten. 
Danach war Meier als Lehrer für Technik und Technisches Zeichnen an der POS in Borne und im Betrieb Hydraulik Tarthun tätig. Zum Studienjahr 1976 kehrte er an die Pädagogische Hochschule Potsdam zurück und nahm eine Aspirantur auf. In seiner Dissertation beschäftigte sich zunächst mit der Gestaltung der Lerntätigkeit im Prozess der Aneignung technischer Sachverhalte. Sein Promotionsverfahren konnte er 1979 mit „magna cum laude“ abschließen.
Er ist seit 1980 verheiratet mit der Sekretärin und Sachbearbeiterin Annette Meier. Das Ehepaar hat einen Sohn, der als freier Unternehmensberater in München tätig ist.

## Lehrerbildner und Fachdidaktiker
Nach seiner Promotion arbeitete Meier für zwei Jahre im Ministerium für Volksbildung. Hier bereitete er die Entscheidung zur Revision der Lehrpläne für den Polytechnischen Unterricht in der Unter- und Mittelstufe mit vor. 1981 kehrte er an die Pädagogische Hochschule "Karl Liebknecht" Potsdam zurück. Hier legte er 1985 seine Habilitationsschrift (Dissertation B) vor, die sich mit der Curriculumentwicklung im Bereich der Technischen Bildung befasst. 
1987 wurde Meier zum Hochschuldozenten an der Pädagogischen Hochschule Potsdam berufen. Im gleichen Jahr nahm er ein Zusatzstudium an der Akademie der Pädagogischen Wissenschaften der UdSSR in Moskau auf. Auch hier galt seine Forschungsarbeit der Gestaltung der Schülertätigkeit, insbesondere der Entwicklung ihrer technischen Kreativität.
Nach der Wiedervereinigung engagierte sich Meier für die Umgestaltung der Lehrerbildung an der neu gegründeten Universität Potsdam, arbeitete als Obmann beim Verein Deutscher Ingenieure (VDI) und entwickelte gemeinsam mit Hochschullehrern Positionsmaterialien für die weitere Ausgestaltung der Lehrerbildung für das Fach Technik an allgemeinbildenden Schulen. 
1997 war Bernd Meier der erste Gastdozent des Deutschen Akademischen Austauschdienstes (DAAD) an der Pädagogischen Universität Hanoi (Vietnam). Inzwischen kann er auf mehr als 20 Arbeitsbesuche in Vietnam verweisen. In Projekten engagierte sich Meier dort gemeinsam mit seinem ersten vietnamesischen Doktoranden für die weitere Profilierung der Lehrerbildung in allen Schulstufen.
1998 wurde Meier zum außerordentlichen Professor für Didaktik der Arbeitslehre am Institut für Arbeitslehre/Technik an der Humanwissenschaftlichen Fakultät der Universität Potsdam berufen. 2003 folgte seine Berufung zum Ordentlichen Professor für Arbeitslehre, ebenfalls an dieser Fakultät. Seit 2008 ist er Professor für Technologie und berufliche Orientierung an der Wirtschafts- und Sozialwissenschaftlichen Fakultät der Universität Potsdam. Sein Arbeitsbereich „Wirtschaft – Arbeit – Technik“ (WAT) ist eine Lehreinheit, die ihren Schwerpunkt in Lehre und Forschung für die Lehrerbildung hat. "WAT" ist im Land Brandenburg in allen Schulformen ein Pflichtfach und kann in Ober- und Gesamtschulen zusätzlich als Wahlpflichtfach belegt werden.

## Forschungsschwerpunkte und interdisziplinäre Kooperationen
Die Forschungen von Meier befassen sich mit Fragen der Didaktik der materiellen Kultur sowie der Curriculumentwicklung. Er behandelt insbesondere folgende Schwerpunkte:
- Internationale Trends der Curriculumentwicklung,
- Gestaltung motivierender Lehr-Lernmaterialien zur Auslösung typischer Tätigkeiten im Kontext technischen und ökonomischen Handelns,
- Studien- und Berufsorientierung im biografischen Konzept.

In Projekten der Weltbank (WB), der Asiatischen Entwicklungsbank (ADB) und der Gesellschaft für Internationale Zusammenarbeit (GIZ) hat Meier darüber hinaus als „Bildungsberater“ in Vietnam, der Volksrepublik China, Tadschikistan, der Mongolei und in Kirgisien gearbeitet.

## Mitgliedschaften und Ehrungen (Auswahl)
- Wilhelm-Pieck-Stipendium während des Studiums
- Neben der Ausbildung von Lehrkräften in grundständigen Studiengängen widmet sich Bernd Meier der akademischen Weiterbildung von Lehrkräften, vor allem im Rahmen des An-Instituts der Universität Potsdam „Weiterqualifizierung im Bildungsbereich“ (WiB e.V.). Meier gehört seit vielen Jahren dem Vorstand des WiB an, seit 2010 ist er dessen Vorsitzender. Das Arbeitsfeld des Instituts umfasst berufsbegleitende Fort- und Weiterbildung, insbesondere für im Bildungsbereich Tätige. Die Arbeit von Meier im WiB konzentriert sich auf die Region Berlin-Brandenburg, erstreckt sich aber seit 2005 auch auf Kooperationen mit anderen Bundesländern (z. B. Thüringen) und internationalen Partnern (z. B. aus Vietnam, Bangladesch, Mongolei).
- 1991–1998 Mitherausgeber der Zeitschrift „Arbeit und Technik im Unterricht“
- 1993–2006 Mitglied der VDI-Bereichsvertretung „Technik und Bildung“
- 1999–2009 Mitherausgeber der Zeitschrift „Unterricht: Arbeit und Technik“
- 2001–2002 Mitglied des Senats der Universität Potsdam
- 2003–2008 Studiendekan der Humanwissenschaftlichen Fakultät der Universität Potsdam
- 2009–2011 Stellvertretender Vorsitzender der Deutschen Gesellschaft für Technische Bildung e.V.
- 2010–2014 Mitglied des Direktoriums des Zentrums für Lehrerbildung der Universität Potsdam
- Seit 2015 Vorsitzender der Versammlung des Zentrums für Lehrerbildung und Bildungsforschung der Universität Potsdam
- Seit 2010 Mitglied der Leibniz-Sozietät der Wissenschaften zu Berlin, Sprecher des „Arbeitskreises Pädagogik“; von 2016 bis 2019 Vizepräsident.[1]

## Publikationen (Auswahl)
Meier ist Herausgeber und Mitautor von mehr als 50 deutschen Schulbüchern und Lehrerhandbüchern sowie von Lehrbüchern für die Lehrerbildung in Vietnamesisch, Russisch, Polnisch und in Tadschikisch.
- Meier, Bernd: "Arbeitslehre" in the Land of Brandenburg. In: Schneidewind, Klaus (Hrsg.): Technology education - economic and industrial understanding. European Experts Conference 1991/92. Berlin: TU Berlin 1993, S. 134–145.
- Meier, Bernd; Jakupec, Viktor; Nguyen Van Cuong: Bildungsstandards und Kompetenzen als Beitrag zur Entwicklung der Qualität im Bildungswesen. In: Wspolczesne problemy edukacji, pracy i zatrudnienia pracownikow. Zielona Góra 2005, S. 43–56.
- Meier, Bernd; Jakupec, Viktor; Nguyen Van Cuong: International trends in building teaching curriculum and the relations to the upper secondary curriculum in Viet Nam. Tap chi ciao Duc. Hanoi 2006, S. 45–47.
- Theuerkauf, Walter E.; Meschenmoser, Helmut; Meier, Bernd; Zöllner, Hermann (Hrsg.): Qualität Technischer Bildung – Kompetenzmodelle und Kompetenzdiagnostik. Machmit, Berlin 2009, ISBN 978-3-932598-19-7.
- Meier, Bernd; Jakupec, Viktor: Curriculum. In: Meier, Rolf; Janßen, Axel (Hrsg.): Coach-Ausbildung - Ein strategisches Curriculum. Sternenfels 2010.
- Meier, Bernd; NGUYỄN VĂN CƯỜNG: LÝ LUẬN DẠY HỌC KỸ THUẬT: Phương pháp và Quá trình dạy học / Fachdidaktik konkret: Methoden und Prozesse des Lernens und Lehrens. Berlin/Hanoi 2011.
- Meier, Bernd (Hrsg.): Arbeit und Technik in der Bildung – Modelle arbeitsorientierter technischer Bildung im internationalen Kontext. Frankfurt a. M.; Berlin; Bern; Bruxelles; New York; Oxford; Wien: Peter Lang 2012, ISBN 978-3-631-62539-2.
- Meier, Bernd: Wirtschaft und Technik unterrichten lernen. Didaktik für den Fachbereich Arbeit, Wirtschaft, Technik. München: Oldenbourg 2013, ISBN 978-3-637-01722-1.
- Banse, Gerhard; Meier, Bernd (Hrsg.): Inklusion und Integration - theoretische Grundfragen und Fragen der praktischen Umsetzung im Bildungsbereich. Frankfurt a. M.: Peter Lang-Edition 2013, ISBN 978-3-631-64571-0.
- Meier, Bernd; Manukow, Sergej; Karachev, Alexander: Спецдидактика техники: европейский взгляд - Fachdidaktik Technik aus europäischer Perspektive. Moskau 2013.
- Meier, Bernd; NGUYỄN VĂN CƯỜNG: LÝ LUẬN DẠY HỌC HIỆN ĐẠI NHÀ XUẤT BẢN ĐẠI HỌC SƯ PHẠM. Hanoi 2014.
- А. А. Карачев (Karachev), Б. /. Майер (Meyer), С. /. Мануков (Manukov): СОВРЕМЕННЫЕ МОДЕЛИ ТЕХНИЧЕСКОГО ОБРАЗОВАНИЯ ШКОЛЬНИКОВ (MODERN MODELS OF SCHOOLCHILDREN’ TECHNICAL EDUCATION). In: Электронный журнал - Вестник Кузбасской государственной педагогической академии, 3(28), 2014.
- Meier, Bernd (Hrsg.): Startklar! - Sekundarstufe I. München: Oldenbourg-Schulbuchverlag. Mehrteiliges Werk, Teil Technik (Hauptband) 2015, ISBN 978-3-637-02246-1.
- Meier, Bernd; Banse, Gerhard (Hrsg.): Allgemeinbildung und Curriculumentwicklung. Herausforderungen an das Fach Wirtschaft - Arbeit – Technik. Frankfurt a. M.: Peter Lang-Edition 2015, ISBN 978-3-631-66541-1.
- Meier, Bernd: Von der Fachliteratur zur Kooperation im wahren Leben. In: Banse, Bärbel; Jähne, Armin (Hrsg.): Zeiten und Spuren. Wege. Begegnungen. Rückblicke. trafo Wissenschaftsverlag Dr. Wolfgang Weist, Berlin 2016, S. 125–139 (Abhandlungen der Leibniz-Sozietät der Wissenschaften, Bd. 43).
- Meier, Bernd: Nachhaltigkeit als Basiskonzept in der Curriculum-Entwicklung? In: Banse, Gerhard; Reher, Ernst-Otto: Technologie und nachhaltige Entwicklung. trafo Wissenschaftsverlag Dr. Wolfgang Weist, Berlin 2017, S. 213–227 (Sitzungsberichte der Leibniz-Sozietät der Wissenschaften, Bd. 130).
- Meier, Bernd: Bibliographie. (Stand: Juni 2017). In: Benjamin Apelojg; Gerhard Banse (Hrsg.): Technische Bildung und berufliche Orientierung im Wandel - Rückblicke, Einblicke, Ausblicke - . trafo Wissenschaftsverlag Dr. Wolfgang Weist, Berlin 2017, S. 221–244 (Sitzungsberichte der Leibniz-Sozietät der Wissenschaften, Bd. 133/134, ISBN 978-3-86464-156-5).
- Lutz-Günther Fleischer, Bernd Meier (Hrsg.): Technik & Technologie - techne cum episteme et commune bonum. Ehrenkolloquium anlässlich des 70. Geburtstages von Gerhard Banse. Sitzungsberichte der Leibniz-Sozietät der Wissenschaften, Bd. 131. trafo Wissenschaftsverlag, Berlin 2017, ISBN 978-3-86464-154-1.
- Meier, Bernd: Kreativität im Kontext der neuen Aufgabenkultur nach PISA. In: Gerhard Banse, Norbert Mertzsch (Hrsg.): Von der Idee zur Technologie - Kreativität im Blickpunkt. 8. Symposium des Arbeitskreises "Allgemeine Technologie" der Leibniz-Sozietät, des Vereins Brandenburgischer Ingenieure und Wissenschaftler e. V. (VBIW) und des Leibniz-Instituts für interdisziplinäre Studien e. V. (LIFIS) am 09. November 2018 in Berlin. Mit Beiträgen von Gerhard Banse, Christian Kohlert, Rita Lange, Aloys Leyendecker, Bernd Meier, Norbert Mertzsch, Werner Regen, Dieter Seeliger, Klaus Stanke, Bernd Thomas. Sitzungsberichte der Leibniz-Sozietät der Wissenschaften zu Berlin, Band 138. trafo Wissenschaftsverlag, Berlin 2019, ISBN 978-3-86464-175-6.
- Hübner, Peter; Meier, Bernd (Hrsg.): Interkulturelle Koedukation in der Berufsbildung. Workshop des Arbeitskreises "Pädagogik" der Leibniz-Sozietät in Kooperation mit dem Unternehmerverband Brandenburg-Berlin e. V. und der Sicherheitsakademie Berlin am 6. Juni 2019 im Schloss Biesdorf. Sitzungsberichte der Leibniz-Sozietät der Wissenschaften zu Berlin, Band 141. trafo Wissenschaftsverlag, Berlin 2019, ISBN 978-3-86464-177-0.